# Sebastián Fuentes
Sebastián Fuentes, vollständiger Name Pablo Sebastián Fuentes Fraga, (* 18. Januar 1987 in Montevideo) ist ein uruguayischer ehemaliger Fußballspieler.

## Karriere
Der 1,84 Meter große Torhüter Fuentes stand zu Beginn seiner Karriere in der Apertura 2008 und der Clausura 2009 beim Zweitligisten Miramar Misiones unter Vertrag. In der Saison 2009/10 wird er im Kader Nacional Montevideos geführt. Es folgte in der Apertura 2010 eine Station bei Puntarenas in Costa Rica. Dort absolvierte er lediglich die mit einer 2:5-Heimniederlage endende Partie am 5. September 2010 gegen Barrio México, bei der er in der 87. Spielminute eine Rote Karte erhielt. Sowohl in der Apertura 2010 als auch in der Clausura 2010 wird er dann auch wieder in Reihen Nacional Montevideos geführt. In der Saison 2012/13 bestritt er beim seinerzeitigen Erstligisten Central Español acht Spiele in der Primera División. Central Español stieg am Saisonende ab. In der nachfolgenden Zweitligaspielzeit 2013/14 lief er 13-mal in der Segunda División auf. Teils wird im Jahr 2013 auch zusätzlich eine Station beim Zweitligisten Boston River für Fuentes geführt. Im Januar 2014 verließ Fuentes dann Central Español in Richtung des ecuadorianischen Vereins Técnico Universitario. Von dort wechselte er zur Apertura 2014 zum uruguayischen Erstligisten Club Atlético Cerro. In der Saison 2014/15 wurde er 22-mal in der höchsten uruguayischen Spielklasse eingesetzt. Während der Spielzeit 2015/16 absolvierte er 30 Ligapartien (kein Tor). Im Juni 2016 schloss er sich América de Cali an. Für die Kolumbianer bestritt er elf Ligabegegnungen und eine Partie der Copa Colombia. Im Januar 2017 verpflichtete ihn der Club Guaraní aus Paraguay.